# V18

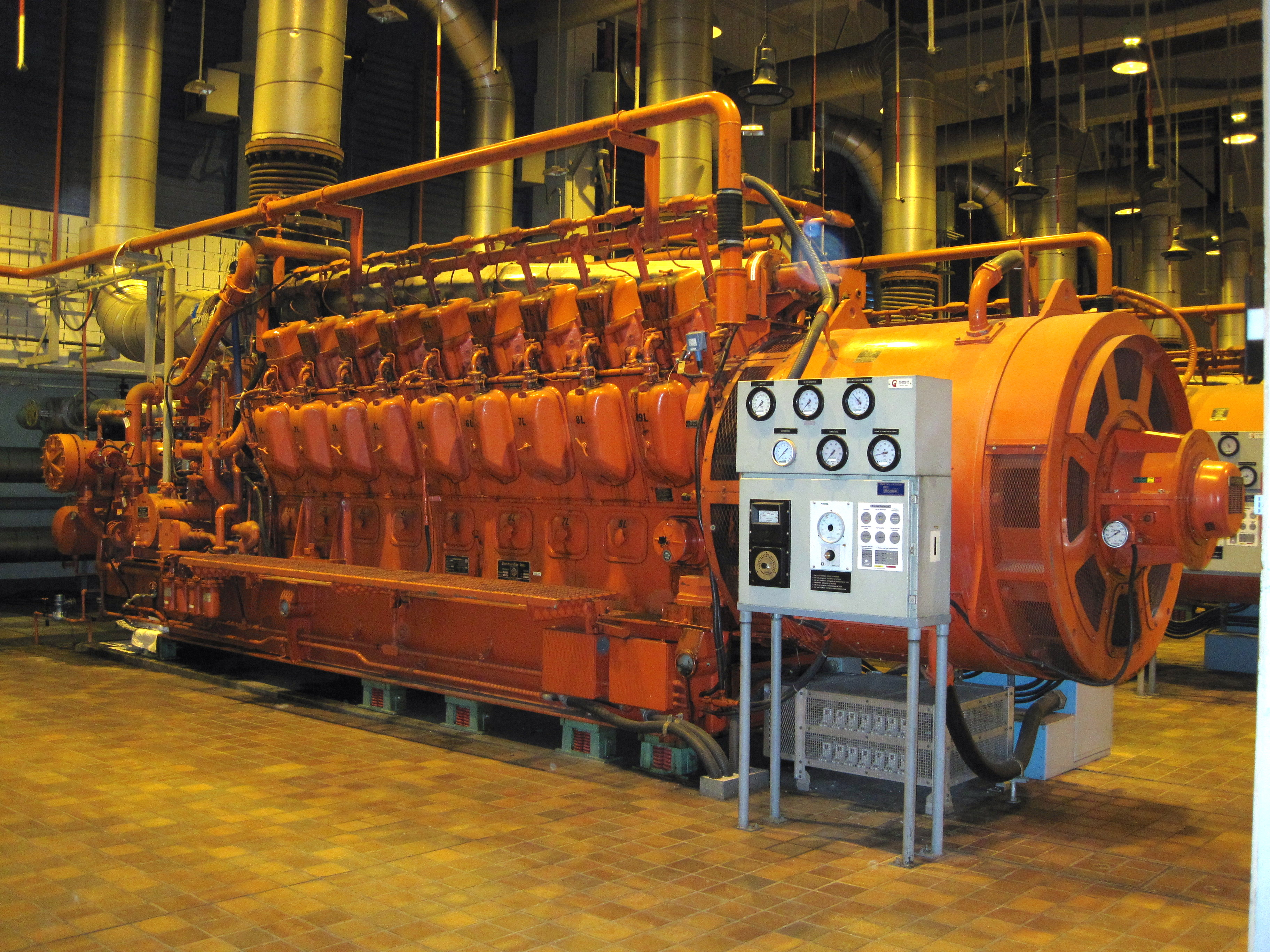

V18 – oznaczenie silnika widlastego mającego osiemnaście cylindrów. Silniki w tym układzie stosuje się zazwyczaj do napędów okrętowych (zarówno maszyny zasadnicze, jak i generatory pokładowe), do celów energetyki, jak również w lokomotywach.